# باربرا وايتنغ سميث
باربرا وايتنغ سميث (بالإنجليزية: Barbara Whiting Smith)‏ هي مغنية وممثلة أمريكية، ولدت في 19 مايو 1931، وتوفيت في 9 يونيو 2004 في بونتياك في الولايات المتحدة بسبب سرطان.

## وصلات خارجية
- باربرا وايتنغ سميث على موقع IMDb (الإنجليزية)
- باربرا وايتنغ سميث على موقع قاعدة بيانات الفيلم (الإنجليزية)